# GYSEV M 1–2
A GYSEV M 1—2 psz. 1 A tengelyelrendezésű benzin-mechanikus sínautóbusza. Gyártotta : Ganz, Budapest, 1925. Ugyanilyen sínautóbuszt szerzett be a DSA is és 1-3 pályaszámokon közlekedtette őket.

## Kifejlesztése
A különböző vasúttársaságok már a századfordulót megelőzően  szembesültek a személy és teherforgalom szétválasztásának igényével mind az utazóközönség részéről, mind gazdasági szempontból. Ennek hatására születtek meg az első gőzmotorkocsik, majd a belsőégésű motorok fejlődésével az 1920-as évek elejére a belső égésű motoros motorkocsik és sínautóbuszok.
A GYSEV és a DSA vezetői a hazai vasúttársaságok közül elsőként – részben a fokozódó gazdasági nehézségek kényszerítette költségcsökkentés érdekében - építtetett sínautóbuszt a Ganz gyárral. A GYSEV a már korábban üzembe állított Pearl osztrák kissínautóbuszokat kívánta felváltani gazdaságosabb nagyobb befogadóképességűre, a DSA pedig nyári időszakban a balatoni forgalomban kívánta felhasználni un. „gyűjtőüzemben”, vagyis a balatoni fürdőhelyek utazóközönségét szállította a kevés helyen megálló gyorsvonatokhoz.
1925-ben a GYSEV 2 db, a DSA pedig 3 kéttengelyes sínautóbuszra adott megrendelést a Ganz gyárnak.

## Műszaki felépítésük
A járművek autóbuszra emlékeztető karosszériával készültek. Erőforrásként Ganz AmC1 130 típusú négyhengeres négyütemű soros benzinmotort építettek bele. Az 56 LE-s motor teljesítményét ötfokozatú mechanikus sebességváltó és kúpkerekes kardánhajtás adta át a jármű hátsó kerékpárjának. A motor Bosch villamos indítókészülékkel vagy kézzel volt indítható. A vezetőállás az utastértől elkülönítetten került kialakításra. Itt helyezték el a motorkocsi irányításához szükséges vezérlő, kapcsoló ellenőrző készülékeket és műszereket, a Rezsny-féle sebességmérőt, a tuskós kézifék és a hátsó kerek belső felére ható ferodóbetétes pofás fék működtető kerekeit.
A karosszéria laprugókkal támaszkodott az alvázra. A kocsiszekrény elektromos világítással volt felszerelve, a fel és leszállásra a két végén mindkét oldalon elhelyezett ajtók szolgáltak. A II. osztályú utastérben 29 ülést helyeztek el. A kocsit az ülések alatt elhelyezett radiátorokkal fűtötték, melybe a motor hűtővizét vezették be. Ez azonban kevésnek bizonyult, ezért 1927-ben német légfűtőberendezést szereltek pótlólag fel. Az utasok számára a nagyméretű ablakok biztosítottak megfelelő kilátást.

## Üzemük a GYSEV-nél
A GYSEV 1925 júliusában állította forgalomba M1 és M2 pályaszámmal ellátott sínautóbuszait a Győr–Sopron-vasútvonalon. A két jármű 1935-ig vett részt a menetrendszerű forgalomban, amikor a GYSEV forgalomba állította helyettük az új, két és négytengelyes Ganz motorkocsijait. Ezután kisegítő szolgálatot láttak el. A sínautóbuszok a második világháborúban súlyosan megsérültek, majd helyreállításuk után egy ideig a Vörös Hadsereg használta őket. 1946-ban visszaadták a GYSEV-nek, ahol 1953-as selejtezésükig különvonati szolgálatot láttak el.

## Üzemük a DSA-nál
A DSA, mint a bevezetőben már említésre került, kezdetben nyári időszakban a balatoni forgalomban üzemeltette 1-3 pályaszámú járműveit, ahol a déli parton mindössze három helyen megálló gyorsvonathoz hordta az utasokat a fürdőhelyek megállóhelyeiről. 1931-ben a Sopron–Szombathely-vasútvonalon gyorsvonati szolgálatban közlekedtek. 1932-ben a DSA beleolvadt a MÁV-ba, a sínautóbuszok 4-6 pályaszámokat kaptak és Dombóvár és Székesfehérvár környékén közlekedtek. A II. világháború alatt a 4 psz-ú kocsi Miskolcra került és a Miskolc–Tornanádaska-vasútvonalon közlekedett.
A MÁV sínautóbuszai a második világháború alatt eltűntek. A 4 psz-ú megsemmisült, a 4-es és 6-os valószínűleg Csehszlovákiába került, de ott nem kapott pályaszámot. Sorsuk ismeretlen.